# Thomas Curtis
Thomas Pelham „Tom“ Curtis (9. ledna 1873 San Francisco, Kalifornie – 23. května 1944 Nahant, Massachusetts) byl americký atlet, vítěz závodu na 110 m překážek na prvních novodobých olympijských hrách roku 1896 v Athénách. Uvádí se také jako amatérský fotograf.

## Olympijské hry 1896
Curtis, tehdy student Massachusettského technologického institutu, cestoval do Athén jako člen asociace Boston Athletic Association. V zahajovacím dni první moderní olympiády se Curtis nejdříve účastnil závodu na 100 metrů, kdy zvítězil ve svém rozběhu v čase 12,2 sekundy. Později ze závodu odstoupil, aby se mohl připravit na 110 metrů překážek, což pro něho na olympiádě byla hlavní událost. Soutěž se změnila na osobní souboj mezi Curtisem a Grantley Gouldingem z Velké Británie poté, co odstoupil Frantz Reichel (Francie) a William Welles Hoyt (USA). Na začátku Curtis získal malé vedení, ale Goulding se na něho dotáhl na první překážce. Ještě na poslední překážce Goulding vedl, ale Curtis se vrhnul do cíle a rozhodčí uvedli, že Curtis vyhrál o 5 centimetrů. Oba atleti měli čas 17,6 sekundy.

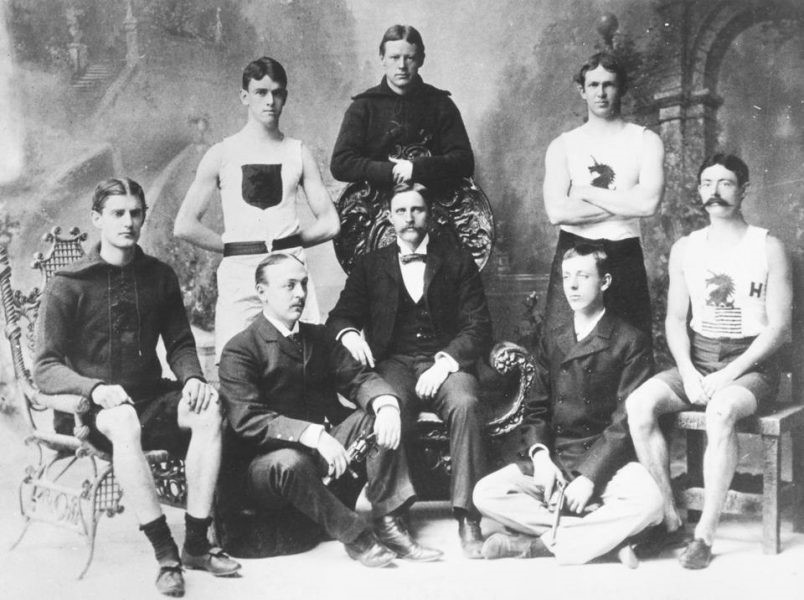
Američtí atleti na LOH 1896 – Curtis stojí uprostřed

Jak horlivý fotoamatér Curtis v Aténách pořídil celou řadu hodnotných snímků. Později sloužil jako kapitán v massachusettské Národní gardě a byl armádním pobočníkem massachusettského guvernéra Calvina Coolidge (pozdější 30. prezident USA) za první světové války. Také se podílel na vývoji opékače topinek a publikoval několik humorných vzpomínek o první moderní olympiádě. Nejslavnější z nich jsou High Hurdles (Vysoké překážky) a White Gloves (Bílé rukavice) z roku 1932.